# Когильник
Коги́льник (Кундук) (рум. Cogâlnic) — річка в Молдові та в Україні, в межах Болградського та Білгород-Дністровського районів Одеської області. Впадає в лиман Сасик (Кундук) (басейн Чорного моря).
У джерелі «Энциклопедический словарь Ф. А. Брокгауза и И. А. Ефрона» фігурує інша назва — Котельник

## Опис
Довжина 243 км (в межах України — 120 км), площа водозбірного басейну 3 910 км². Долина у верхів'ї каньйоноподібна, нижче — коритоподібна, з крутими правими та пологими лівими схилами; її ширина до 4 км. Заплава завширшки до 1,5 км Річище звивисте, на окремих ділянках випрямлене, завширшки 3—10 м, завглибшки від 0,6 до 1,5 м. Похил річки 0,94 м/км. Використовується для зрошення. У спекотні роки через малу кількість опадів пересихає.
Мінералізація води в р. Когильник в останні 30 років змінювалась від 1063 до 6336 мг/дм3, а концентрація токсичних іонів натрію, магнію, хлору та сульфатів відповідно досягала 1272, 370, 1400 та 2765 мг/дм3 (табл.). 
Таблиця Хімічний склад води річки Когильник 
| Інгредієнти   | Уміст, мг/дм3 | Уміст, мг/дм3 | Уміст, мг/дм3 | Уміст, мг/дм3      | Уміст, мг/дм3         | Коефіцієнт варіації, % |
| Інгредієнти   | Мінімальний   | Максимальний  | Середній      | Стандартна похибка | Стандартне відхилення | Коефіцієнт варіації, % |
| р. Когильник  |               |               |               |                    |                       |                        |
| Ca2+          | 70,1          | 282,0         | 188,9         | 11,3               | 63,7                  | 22,9                   |
| Mg2+          | 59,8          | 370,0         | 198,8         | 17,2               | 97,6                  | 35,2                   |
| Na+           | 164,5         | 1272,0        | 597,0         | 54,5               | 308,5                 | 111,2                  |
| K+            | 4,6           | 27,5          | 14,0          | 1,11               | 5,91                  | 2,29                   |
| СО3"-         | 0             | 42,0          | 8,54          | 2,0                | 10,4                  | 4,12                   |
| НСО3-         | 147,3         | 570,0         | 383,8         | 18,36              | 103,8                 | 37,44                  |
| SO4-          | 247,7         | 2765,0        | 1281,59       | 133,72             | 756,44                | 272,73                 |
| Cl-           | 134           | 1400,0        | 670,84        | 50,4               | 285,1                 | 102,78                 |
| Мінералізація | 1062,8        | 6336,0        | 3328,21       | 256,5              | 1451                  | 523,1                  |
| рН, од.       | 7,2           | 8,8           | 8,17          | 0,09               | 0,47                  | 0,18                   |

## Розташування
Когильник бере початок між пагорбами Кодри, на північний захід від села Чучулень (Молдова). Тече по території Причорноморської низовини переважно на південний схід. Перетинає молдовсько-український кордон на північний захід від смт Серпневого. Між містом Арцизом і селом Новоселівкою (що біля Сарати) річка тече на схід, після чого круто повертає на південь. Впадає до Сасика на південний схід від міста Татарбунари.
Верхня течія та близько 50 % водозбору — на території Молдови, середня і нижня течія та решта водозбору — на території Одеської області.
Основні притоки:
- Ліві: Скиноса, Чага, Джалар, Чилігідер
- Праві: Бахмутка, Кагач

Річка протікає через с-ща Серпневе і Соборне, а також місто Арциз.